# Теодор (брат цара Ираклија)
Теодор (лат. Theodorus, грч. Θεόδωρος) је био брат византијског цара Ираклија и војсковођа. Забележено је да је крајем 612. носио је звање куропалата; могуће да га је имао још од ступања Ираклија Млађег на власт. Након Присковог пада, Теодору и Филипику је дата команда над његовом војском. Приск је у своје време носио звање comes excubitorum и magister utriusque militiae; Никита, Филипик и Теодор су у својству comes excubitorum по свој прилици преузели команду над источним трупама које су биле под њим. Себеос наводи да су Теодора поразили Персијанци око 613/614.
У јеку рата са Персијом 626, Теодор је био уз свог брата; Ираклије је поделио своје снаге на три дела од којих је један допао Теодору. С овим снагама Теодор је извојевао победу над Шахином. Ускршња хроника наводи како је на крају чувене опсаде Цариграда патриције Бон најавио аварском кагану долазак царевог брата; могуће је да се овде ради о самом Теодору.
Након што је 628. склопљен мир са Широјем, Теодор је, с Широјевим писменим одобрењем и у пратњи Персијанаца, послат да организује мирно повлачење персијских снага са окупираних византијских територија на Истоку. Отпор је углавном забележен у Едеси; посада и локална јеврејска заједница су одбили да се покоре и град је морао да се савлада силом. Изгледа да после тога није било икаквих проблема.
После пораза и смрти Сергија 634, Теодор је послат на Арабљане; очигледно је прикупљао снаге из Месопотамије и западно од Еуфрата и водио их крај Емесе. Даље активности нису баш најјасније, али се чини да је Теодор остао неактиван неколико месеци пре него што се упустио у битку код ел Џабије из које је изашао тешко поражен. Повукао се са бојног поља да се придружи свом брату у Едеси.
Како наводи Нићифор, Ираклије је Теодора извргнуо руглу и послао га назад у Цариград. Тамо је по заповести Ираклијевог сина Константина понижен пред светином и држан у притвору. Наводно, разлог за то је била Теодорова осуда Ираклијевог брака са Мартином. Који год да је разлог у питању, овде се завршавају вести о Ираклијевом брату Теодору.